# Zone à faibles émissions
 (juillet 2019).

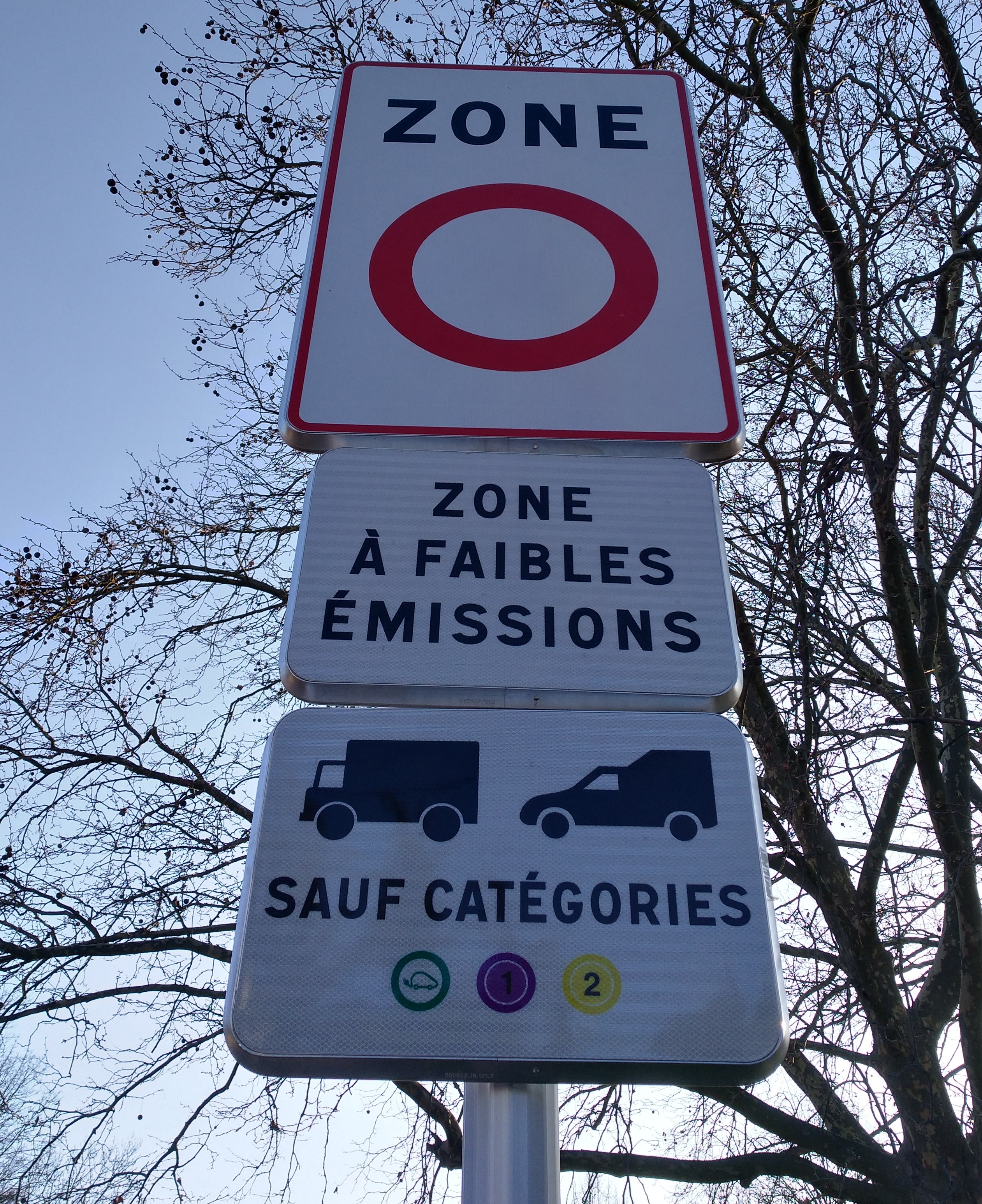
Panneau d'entrée dans une zone à faibles émissions, rue Victor Schœlcher, dans le 9e arrondissement de Lyon.

Une zone à faibles émissions (ZFE), ou zone de basses émissions, est une zone urbaine dont l'accès est réservé aux véhicules les moins polluants. Elles se trouvent principalement dans certains pays d'Europe et d'Asie mais leur mise en place est également en projet ou à l'étude dans d'autres parties du monde.
L'objectif est d'améliorer la qualité de l'air dans les villes en réduisant les taux de particules en suspension, d'oxydes d'azote (NO2) et indirectement d'ozone (O3). Dans la plupart des villes européennes, ces zones s’appuient sur les critères techniques des normes européennes d'émissions pour déterminer quels types de véhicules peuvent entrer et circuler dans une zone.

## Enjeu
Selon l’Organisation de coopération et de développement économiques, la pollution de l'air pourrait causer entre 6 millions et 9 millions de décès prématurés par an dans le monde d’ici à 2060. Dans les données chiffrées de cette étude de l'OCDE publié en 2016, plus de 90% de ces décès seront concentrés dans les pays non-OCDE, et pour plus de la moitié dans deux pays asiatiques, l'Inde et la Chine.
Depuis 2003, une des premières villes concernées est Tokyo.
La pollution de l'air est impliquée dans le risque de démence.

## Exemple français
En France, l'accès à ces zones – anciennement dénommées « zones à circulation restreinte » (ZCR) – est déterminé par les certificats qualité de l'air, plus connus sous le nom de vignette « Crit'Air », y compris pour les véhicules étrangers. Ce dispositif est institué dans le cadre de la loi relative à la transition énergétique pour la croissance verte du 17 août 2015 et figure dans le projet de loi d'orientation des mobilités (LOM). Une loi d'août 2021 rend la mise en place des ZFE obligatoire dans toutes les agglomérations de plus de 150 000 habitants avant le 31 décembre 2024. Elle concerneront de ce fait les 45 agglomérations les plus peuplées de France métropolitaine. La contribution des véhicules au réchauffement climatique n'est pas prise en compte.

La zone à l'intérieur de la rocade A86 autour de Paris est une zone à faibles émissions depuis le 1 7 2019.

### Définition des ZFE et ZTL en France
Une ZFE diffère de la zone à trafic limité (ZTL) dans le sens où une ZTL ne se base pas sur les émissions polluantes ou non des véhicules. Sémantiquement, l'expression « zone à faibles émissions » insiste plus sur l'objectif de qualité de l'air et de santé publique de ce zonage, que l'expression « zone à circulation restreinte » (ZCR) telle qu'utilisée initialement en France jusqu'à la promulgation de la loi d'orientation des mobilités. La ZFE se distingue également des mesures de circulation différenciée, applicables en cas de dépassement des seuils de pollution, comme c'est de plus en plus le cas en France et en Italie : les ZFE fonctionnent généralement toute l'année, avec des règles qui peuvent être fonction de plages horaires. Les modalités de restriction sont du ressort de chaque métropole concernée. Ces zones concernent à la fois les véhicules publics et ceux des particuliers.

### Efficacité
Certaines ZCR ont permis d'atteindre des réductions de concentrations dans l’air de NO2 jusqu'à 29 %, de PM10 jusqu'à 12 %, et des réductions de PM2,5 jusqu’à 15 % et de Black Carbon (BC ou carbone noir) jusqu’à 52 %. Selon un rapport de l'Agence de l'environnement et de la maîtrise de l'énergie (ADEME), les études européennes récentes montrent que l’instauration d’une ZCR « n’a pas d’impact significatif sur la diminution du parc roulant mais qu’elle accélère son renouvellement par des véhicules plus récents ».
Les zones à faibles émissions en Belgique, notamment à Anvers et à Bruxelles, ont démontré un impact positif sur la qualité de l’air, les disparités socio-économiques et la santé.

### Communication
D'après l'ADEME, selon la brochure d’information du projet Clean Air, la communication doit être la première étape lors d'une mise en place de ZFE : « La communication avec la population est un élément essentiel d’une ZFE efficace. Le plus tôt possible, l’objectif de la zone environnementale devrait être expliqué, ses bénéfices pour les citoyens devraient être présentés et l’information concernant ses conséquences attendues et ses alternatives devrait être partagée avec les citoyens. ».

## Historique en Europe

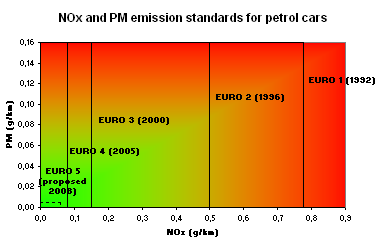
Normes européennes d'émission des moteurs à essence

Véhicules diesel: Normes d'émission d'oxydes d'azote (NOx) et émissions mesurées.

En 1996, la Suède est pionnière sur ce sujet.
Dès 2003, le Royaume-Uni prépare des phases de consultation du public. La France s'intéresse au sujet à partir de 2016, et en 2021, la loi Climat et résilience instaure le principe de la mise en place obligatoire de ces zones à faibles émissions dans toutes les agglomérations de plus de 150 000 habitants avant le 1er janvier 2025.
En novembre 2018, 13 pays européens avaient mis en place 231 ZFE, en particulier l'Italie, l'Allemagne et les Pays-Bas,. On compte 247 ZFE en avril 2020. En France, Paris a été la première ville à en mettre une en place en 2015 ; en avril 2020, le pays compte 5 ZFE réparties sur 79 communes dans 3 régions.
Face aux enjeux sanitaires liés à une qualité de l'air dégradée et aux dépassements réguliers de valeurs limites (pour les particules et le dioxyde d'azote notamment) : les Low Emission Zones (LEZ) ou zones à faible émission interdisent des véhicules ne respectant pas certaines normes d'émissions ou d'équipements (normes Euro et/ou présence d'un filtre à particules).
En 2020, une étude française identifie 5 leviers d'actions pour faciliter leur mise en place :
- catégories pertinentes de véhicules à interdire ;
- progressivité de mise en œuvre ;
- dérogations ;
- aides financières ;
- communication.

## En Europe
En Europe, différentes techniques de contrôle existent : contrôles automatiques par caméra à lecture de plaque ou contrôle manuel par agent de police.

### Allemagne
En Allemagne, les critères d'accès ne se limitent pas aux poids-lourds, les véhicules de tourisme sont également concernés. Le contrôle se fait par l'apposition d'une vignette.
Les critères de classification des véhicules ont été établis sur une base nationale, et donnent lieu à l'apposition obligatoire d'une vignette sur le pare-brise du véhicule.
| Carburant      | Vignette | Immatriculation véhicule tourisme | Immatriculation poids-lourds | Norme Euro           |
| -------------- | -------- | --------------------------------- | ---------------------------- | -------------------- |
| Diesel         | Aucun    | Avant 1er janvier 1997            | Avant 1er octobre 1996       | Euro 1 ou antérieur  |
| Diesel         |          | Avant 31 décembre 2000            | Avant 30 septembre 2001      | Euro 2 ou 1          |
| Diesel         |          | Avant 31 décembre 2005            | Avant 30 septembre 2006      | Euro 3 ou 2          |
| Diesel         |          | Depuis janvier 2006               | Depuis octobre 2006          | Euro 4 ou 3          |
| Essence ou gaz | Aucun    | Avant 1er janvier 1993            | Avant 1er janvier 1993       | Euro 1 et moindre    |
| Essence ou gaz |          | Depuis 1993                       | Depuis 1993                  | Euro 1 et ultérieurs |

La ZFE de Berlin couvre 88 des 892 km2 de Berlin, soit moins de 10 %, et n'est accessible qu'aux véhicules à vignette verte.
Toutefois, la ville doit encore améliorer la qualité de l'air pour ne pas dépasser le seuil de 40 μg/m3 pour le NO2.

### Belgique
En Belgique, les zones de basses émissions sont généralement dénommées selon l'acronyme anglais LEZ (Low Emission zone) et prennent comme critère pour l'accès à une zone, les normes européennes d'émissions.
Trois zones de basses émissions sont en place en Belgique : à Bruxelles, sur l'ensemble du territoire de la région de Bruxelles-Capitale, à Anvers sur la zone située à l'intérieur du ring R1, et à Gand sur celle à l'intérieur du ring R40 (nl),. Une LEZ a été à l'étude à Malines et Willebroeck, tout comme à Louvain, mais n'a finalement pas été mise en place. En région wallonne, plusieurs LEZ devraient voir le jour en 2025.
À Bruxelles, la zone de basses émissions a été créée en 2018 avec une interdiction progressive des véhicules diesel et essence selon le calendrier suivant:
|                  | Véhicules Diesel          | Véhicules Essence              |                              |
| ---------------- | ------------------------- | ------------------------------ | ---------------------------- |
| 1er janvier 2018 | Euro 1                    |                                | interdits à la circulation , |
| 1er janvier 2019 | Euro 2                    | Euro 1                         | Interdits à la circulation   |
| 1er janvier 2020 | Euro 3                    |                                | Interdits à la circulation   |
| 1er janvier 2022 | Euro 4                    |                                | interdits à la circulation   |
| 1er janvier 2027 | Euro 5                    | Euro 2                         | Interdits à la circulation   |
| 1er janvier 2028 | Euro 6a, 6b, 6c, 6d-Temp  | Euro 3                         | Interdits à la circulation   |
| 1er janvier 2030 | Tous les véhicules Diesel | Euro 4, 5, 6a, 6b, 6c, 6d-Temp | Interdits à la circulation   |
| 1er janvier 2035 |                           | Tous les véhicules essence     | interdits à la circulation   |

La zone à faibles émissions à Bruxelles a démontré un impact positif sur la qualité de l’air comme a la santé.

### Bulgarie
Le 1 décembre 2023, Sofia introduit la première ZFE (bulgare : нискоемисионна зона, НЕЗ; niskoemisionna zona, NEZ) d'Europe de l'Est, interdisant les véhicules Euro 1 dans la centre-ville capitale de Bulgarie pendant l'hiver. Une expansion éventuelle de la zone est envisagée pour couvrir une aire plus large et des véhicules Euro 2 avant 2027.

### Espagne

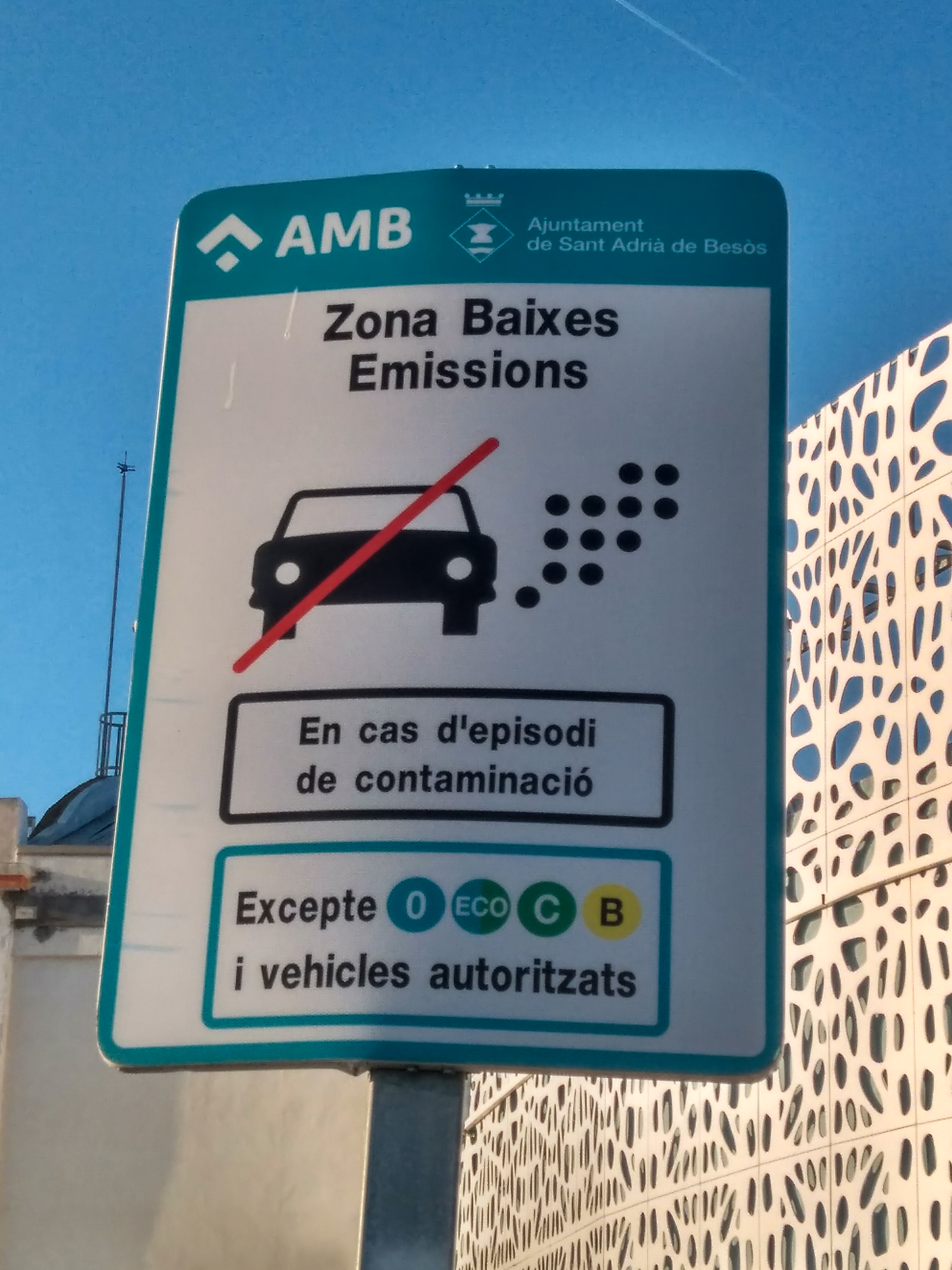
Barcelone

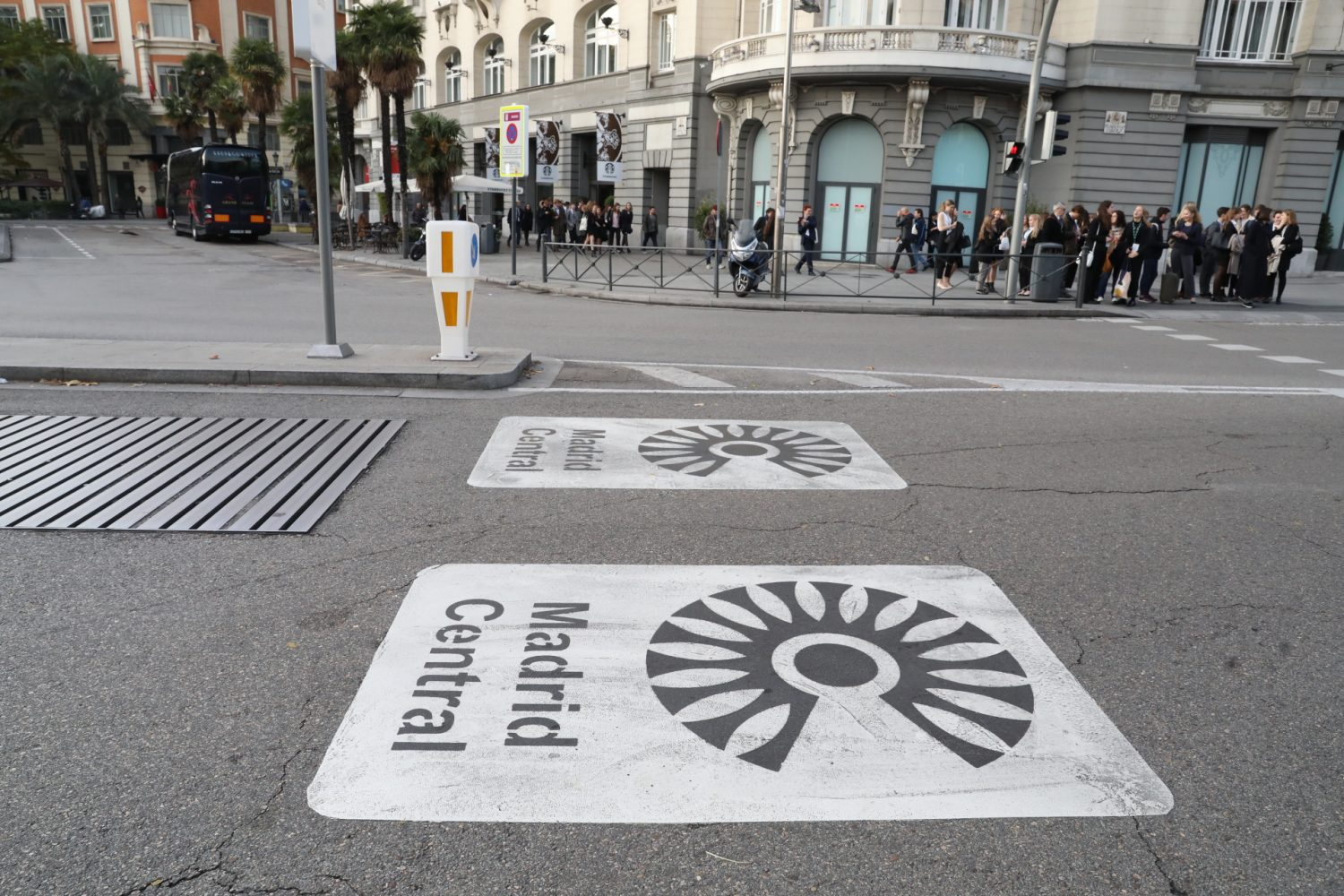
Madrid, centre ville

La zone à basses émissions (en espagnol : Zona de Bajas Emisiones) de Barcelone est la plus grande de l'Europe du Sud. Avec une superficie de 95 kilomètres carrés, elle est vingt fois plus grande que celle de Madrid. Y sont interdits les véhicules essence d'avant 2000 et les véhicules Diesel d'avant 2006. Elle entre en vigueur le 1er janvier 2020.
L'accès à ces zones se fait selon une classification en quatre badges environnementaux appelés Distintivo ambiental DGT :

Vignette 0 ou zéro émissions (Cero Emisiones)
Vignette ECO
Vignette C
Vignette B

L'attribution des catégories est la suivante :
| Catégorie           | Électrique et Hydrogène                          | Hybride rechargeable                             | GNC/GPL                                          | Essence                                              | Diesel                                           |
| ------------------- | ------------------------------------------------ | ------------------------------------------------ | ------------------------------------------------ | ---------------------------------------------------- | ------------------------------------------------ |
| 0                   | Oui                                              | Oui (si autonomie électrique supérieure à 40 km) | –                                                | –                                                    | –                                                |
| ECO                 | –                                                | Oui (si autonomie électrique inférieure à 40 km) | Oui                                              | VL/VUL : Si hybride et Euro 4 à 6 Motos : Si hybride | Si hybride et Euro 6                             |
| C                   | –                                                | –                                                | –                                                | VL/VUL : Euro 4 à 6 Motos : Euro 3 et 4              | Euro 6                                           |
| B                   | –                                                | –                                                | –                                                | VL/VUL : Euro 3 Motos : Euro 2                       | Euro 4 et 5                                      |
| A (pas de vignette) | Tout autre véhicule non éligible à ces vignettes | Tout autre véhicule non éligible à ces vignettes | Tout autre véhicule non éligible à ces vignettes | Tout autre véhicule non éligible à ces vignettes     | Tout autre véhicule non éligible à ces vignettes |

### France

Les six vignettes existantes en France, de gauche à droite : Catégories 5, 4, 3, 2, 1 et véhicules électrique/hydrogène.

#### Historique français
En France, différents acronymes : « ZAPA », « ZCR », « ZFE » ou « ZFE-m », ont successivement défini une législation nouvelle qui se distingue de la législation précédente.
En 2010, la loi dite « Grenelle II » du 12 juillet 2010 définit les zones d’actions prioritaires pour l’air (ZAPA).
La première « zone à circulation restreinte » ZCR est introduite à Paris en septembre 2015. En 2019, elle ne concerne pas les deux roues motorisés. Depuis janvier 2017, des ZCR concernent des véhicules utilitaires légers et poids-lourds à Grenoble. En avril 2019, seules trois agglomérations françaises ont mis en place une ZCR : Paris, Strasbourg et Grenoble. En avril 2020, la France compte 5 ZFE, à Paris, métropole du Grand Paris, métropole de Lyon, Grenoble-Alpes Métropole et Strasbourg. Par ailleurs onze projets de ZFE supplémentaires étaient identifiés à cette date : métropole Rouen Normandie, Grand Reims, métropole de Strasbourg, Saint-Étienne Métropole, Clermont Auvergne Métropole, Montpellier Méditerranée Métropole, Toulouse Métropole, métropole Nice Côte d'Azur, métropole Toulon-Provence-Méditerranée, métropole d'Aix-Marseille-Provence et Fort-de-France.
Le 17 septembre 2020, un décret instaure sept nouvelles zones à faibles émissions (ZFE) qui devront être mises en place en 2021, en plus des quatre déjà existantes (Grenoble, Lyon, Paris et métropole du Grand Paris). De plus, douze territoires sont engagés dans une réflexion autour de la mise en place d’une ZFE.
Le 17 avril 2023, le Sénat français lance une consultation en ligne pour « identifier les difficultés » des zones à faibles émissions dans le cadre d'une mission d'information.

#### Législation française avant 2021
Le décret no 2016-847 du 28 juin 2016 relatif aux « zones à circulation restreinte » permet aux maires et présidents de Plan de protection de l'atmosphère (EPCI) d’interdire la circulation des véhicules les plus polluants sur tout ou une partie du territoire géré, dès le moment où celui-ci se trouve dans une zone pour laquelle un plan de protection de l'atmosphère est adopté, en cours d’élaboration ou de révision.
La zone à faible émission est adoptée par un arrêté local, après étude et consultation, qui fixe :
- le périmètre de la ZFE-m : sur tout ou partie du territoire ;
- la durée de la ZFE-m : la loi ne fixe pas de durée minimale ou maximale ;
- les périodes de restriction de circulation : (ex. : jours, heures, etc.) ;
- les éventuelles dérogations individuelles ;
- le calendrier de mise en œuvre de la ZFE-m : la mise en œuvre des restrictions peut se faire de façon progressive ;
- les catégories de véhicules visés par les restrictions en fonction de leur vignette Crit'Air : les catégories de véhicules visées pourront être différentes selon le type de véhicules (ex. : interdiction de circuler pour : les poids lourds des catégories 4 et 5, les véhicules utilitaires légers et tous les véhicules particuliers des catégories 5, les deux roues de catégories 4 et 5).

L'article 86 de la loi d'orientation des mobilités promulguée en décembre 2019 remplace la notion de ZCR par celle de ZFE-m (ZFE mobilité) plus couramment appelée ZFE pour « zone à faibles émissions ».

#### Législation française de 2021
La loi « climat et résilience » adoptée définitivement en 2021 prévoit la mise en place de ZFE-m dans toutes les agglomérations de plus de 150 000 habitants au plus tard le 31 décembre 2024, soit 45 ZFE-m, et un calendrier national d'interdiction progressive des véhicules les plus polluants, dont les dates au plus tard doivent être :
- 1er janvier 2023 pour les véhicules diesel d'avant 2001 et les véhicules essence d'avant 1997 ;
- 1er janvier 2024 pour les véhicules diesel d'avant 2006 ;
- 1er janvier 2025 pour les véhicules diesel d'avant 2011 et les véhicules essence d'avant 2006.

Dans la métropole de Lyon, outre le calendrier commun ci-dessus, les véhicules essence d'avant 2011 et l'ensemble des véhicules diesel seront interdits (soit les vignettes Crit'air 2) en 2026. Dans le Grand Paris, le calendrier est plus resserré encore puisque les vignettes Crit'air 3 seront bannies dès le 1er juillet 2022 et les Crit'air 2 au 1er janvier 2024, tandis que les Crit'air 1 le seront à leur tour à l'horizon 2030.
Si le Sénat tente sans succès de reporter la date d'application à 2030, il introduit en revanche des aides financières à titre expérimental pour aider les ménages à changer de véhicule.
Les ZFE-m ne sont dans un premier temps obligatoires que dans les zones couvertes par un plan de protection de l'atmosphère (PPA), puis la loi d'orientation des mobilités autorise les collectivités locales à déployer des ZFE-m sur une base volontaire. Dans certains cas, l'instauration d'une ZFE peut être obligatoire.
L'article 119 de la loi no 2021-1104 modifie l'article L2213-4-1 du code général des collectivités territoriales ; elle ajoute que la mise en place des ZFE est obligatoire dans toutes les agglomérations de plus de 150 000 habitants avant le 31 décembre 2024,.

#### Appel à projets Villes respirables
Les ZFE-m suivantes auraient dû être mises en place d’ici 2020 au sein d'agglomérations dont 14 territoires sous le coup d'un contentieux européen, aidés par l'État car lauréats de l’appel à projet « Villes respirables » (parmi vingt-cinq territoires représentant quinze millions d'habitants sélectionnés par cet appel à projets lancé en 2015).
Il s'agissait de Épernay (communauté d’agglomération), Reims (métropole), Strasbourg (métropole), Bordeaux (métropole), Côte Basque-Adour (communauté d’agglomération), Annemasse (communauté d’agglomération), Faucigny Glières – Bonneville (communauté de communes), Grenoble (métropole), Lyon (métropole), Saint-Étienne (métropole), Dijon (communauté urbaine), Métropole du Grand Paris, Montpellier (Métropole), Toulouse (métropole), Arras (communauté urbaine), Dunkerque (communauté urbaine), Lille (métropole), Rouen (métropole), Avignon (communauté d’agglomération), Pays de Lérins – Cannes (communauté d’agglomération).

#### Appel à projets Zones à faibles émissions
Grenoble-Alpes Métropole, Métropole européenne de Lille, Plaine Commune, Eurométropole de Strasbourg, Vallée de l'Arve, Métropole Aix-Marseille-Provence, Toulouse Métropole, Montpellier Méditerranée Métropole, Métropole de Lyon, Saint-Étienne Métropole, Métropole du Grand Paris, Métropole Toulon Provence Méditerranée, Communauté urbaine d’Arras, Clermont Auvergne Métropole, Métropole du Grand Nancy, Grand Annecy, Valence Romans Agglo, Communauté d’agglomération de La Rochelle et Fort de France sont les 19 collectivités lauréates de l'appel à projet de 2019.

#### Assouplissement en 2023
En juillet 2023, le gouvernement annonce que seules les agglomérations les plus polluées (Paris, Lyon, Marseille, Rouen et Strasbourg), où les seuils réglementaires de qualité de l'air sont régulièrement dépassés, seront tenues de maintenir des restrictions de circulation selon le calendrier initial. Le seuil réglementaire est de 40 microgrammes de dioxyde d'azote par mètre cube d’air ; celui recommandé par l'Organisation mondiale de la santé est toutefois nettement plus bas : 10 µg/m3. Les autres villes pourront décider de ne pas le faire.
Cette décision intervient alors que Les Républicains demandaient la suppression des ZFE, tandis que La France insoumise demandait un moratoire.

#### Villes sans zone à faibles émissions
Des villes comme Le Mans et Saint-Nazaire respectent continuellement la valeur de pollution de l'air recommandée par l'OMS. de ce fait, elle n'ont pas besoin de ZFE et en sont exemptées.

#### Parcours parlementaire de la suppression des ZFE
Le 26 mars 2025, la commission spéciale de l'Assemblée nationale examinant le projet de loi de "Simplification de la vie économique" adopte deux amendements identiques des groupes DR (LR) et RN pour supprimer les ZFE.
L'article 15 ter qui en résulte est ensuite adopté en séance publique le 28 mai 2025 avec le soutien de ces deux groupes, ainsi que des groupes LFI et UDR, et l'opposition des groupes EPR, PS et ES,.
Le texte est ensuite adopté dans son ensemble par l'Assemblée nationale le 17 juin 2025 à 275 voix pour et 252 contre,,.
Cette adoption n'est cependant pas encore une adoption définitive. Ainsi, la suppression des ZFE ne sera effective que si l'article 15 ter est conservé lors des étapes suivantes de la procédure législative.

#### Enjeux de l'opposition
Une note publiée par la Direction générale du Trésor estime le coût de la suppression des ZFE à 3 milliards d’euros, car la Commission européenne pourrait considérer cette décision comme une rupture d’engagements, mettant en péril les prochains paiements prévus dans le cadre du Plan national de relance et de résilience (PNRR), conditionné au respect de certains engagements, dont la mise en place des ZFE.
En avril 2025, des collectifs et des associations organisent une quinzaine de rassemblements contre les ZFE dans des grandes agglomérations. Selon ces opposants, les « restrictions de circulation » affectent principalement les ménages les plus pauvres, éloignés des centres urbains. Il s'avère que les ZFE, si aucun accompagnement n'est prévu, pénalisent les plus pauvres. La France n'a pas finalisé la mise en place des ZFE en sept années.

#### Autres approches
À l'origine, différents dispositifs tels que les péages urbains ou les ZFE étaient envisagés. C'est ainsi que le péage urbain de Londres est considéré comme efficace. En France, Anne Hidalgo et beaucoup d'autres ont rejeté l'idée de péages urbains au motif qu'elle était discriminatoire.
D'autres solutions consistent à réduire le volume de transport, à développer les pistes cyclables et à proposer une offre de transports en commun attractive.

#### Effets de la suppression des ZFE
La suppression des ZFE doit, dans les plus grandes villes françaises permettre de refaire circuler des véhicules ne répondant pas au Certificat qualité de l'air basé sur les normes européennes d'émissions. Elle permettra le retour de 2,7 millions de véhicules anciens ne répondant pas aux normes les plus récentes[réf. non conforme].

#### Critiques de la suppression des ZFE
Des élus parisiens ont critiqué la suppression des ZFE. Ils voient dans  cette suppression une sacrification de la santé des Françaises et des Français. Pour eux, cette suppression est injuste socialement car elle s'attaque aux plus pauvres. Les critères de mise en place des ZFE ne seraient pas les bons.

#### Lyon
À Lyon, les ZFE ont coïncidé avec une division par deux des dioxydes d'azote en dix ans. La baisse est de 44 % pour les oxydes d’azote et de 24 % pour les particules fines PM2,5.

#### Liste des ZFE-m
Au 1er janvier 2022, les ZFE-M sont ou seront en place. Dans le tableau ci-dessous, les ZFE de Paris et du Grand Paris sont traitées comme une seule et même ZFE bien que créées par des textes différents, les restrictions y étant harmonisées.
| ZFE-m                                  | Périmètre initial | Catégories initiales concernées | Vignettes initiales exclues Un véhicule d'une catégorie concernée non classé est exclu d'office                            | Chronologie | Situation à janvier 2024 |
| -------------------------------------- | --- | ------------------------------- | --- | --- | --- |
| Métropole du Grand Paris               | Paris | VL, VUL et PL                   | Paris : vignettes 4 et 5 Métropole : vignettes 4 et 5 (autorisées de 20 h à 8 h + week-end/jours fériés pour les voitures) | 2015 Paris, ZCR 2019 : extension à 77 communes situées à l'intérieur de l'autoroute A86 Fin 2024 : +vignettes 3 | VL : autorisé au seules vignettes 1, 2 et 3. Les autres sont autorisées de 20 h à 8 h et les week-end ou jours fériés. VUL : autorisé aux seules vignettes 1, 2 et 3. Les autres sont autorisées de 20 h à 8 h et les week-end ou jours fériés. PL : autorisé aux seules vignettes 1, 2 et 3. Les autres sont autorisées de 20 h à 8 h (mais pas les week-ends/jours fériés) |
| Grenoble-Alpes Métropole               | 27 communes hors autoroute et rocade | VL et PL                        | - | 2017 ZCR 1er mai 2019 : +vignettes 5 1er juillet 2020 ZFE : +vignettes 4 1er juillet 2022 : +vignettes 3 1er juillet 2023 : ++VL vignettes 5 (sur 13 communes) 1er janvier 2024 : +vignettes 4 VL 1er janvier 2025 : +vignettes 3 VL 1er juillet 2025 : +vignettes 2 VUL et PL | VL : autorisé au seules vignettes 1, 2 et 3 VUL : autorisé aux seules vignettes 1, 2 et 3 PL : autorisé au seules vignettes 1, 2 et 3 |
| Métropole de Lyon                      | Quasi-totalité de Lyon, Villeurbanne, Caluire-et-Cuire et secteurs de Bron et Vénissieux situés à l'intérieur du boulevard périphérique de Lyon                  | VUL et PL                       | Vignettes 4 et 5 | 1er janvier 2020 1er septembre 2022 +VL1er janvier 2024 : extension aux grands axes (M6, M7, périphérique) | VL : autorisé aux seules vignettes 1, 2 et 3 VUL : autorisé aux seules vignettes 1 et 2 PL : autorisé aux seules vignettes 1 et 2 |
| Métropole Rouen Normandie              | Rouen | VUL et PL                       | Vignettes 4 et 5 | 1er juillet 2021 3 janvier 2022 : extension à 11 autres communes 1er septembre 2022 : +VL + extension à une 13e commune 1er septembre 2023 : +motos | VL : pas de restriction VUL : autorisé aux seules vignettes 1, 2 ou 3 PL : autorisé aux seules vignettes 1, 2 ou 3 |
| Grand Reims                            | Centre-ville de Reims et autoroute A344 (voie Jean Taittinger)                                                                                                   | VL, VUL et PL                   | Vignettes 5 | 1er septembre 2021 1er janvier 2023 : +vignettes 4 1er janvier 2029 : +vignettes 3 | VL : autorisé au seules vignettes 1, 2 ou 3 VUL : autorisé aux seules vignettes 1, 2 ou 3 PL : autorisé aux seules vignettes 1, 2 ou 3 |
| Eurométropole de Strasbourg            | Tout le territoire | VL, VUL et PL                   | Vignettes 5 | 1er janvier 2022 1er janvier 2023 : +vignettes 4 1er janvier 2024 : +vignettes 3 1er janvier 2025 : +vignettes 2 | VL : autorisé aux seules vignettes 1, 2 ou 3 VUL : autorisé aux seules vignettes 1, 2 ou 3 PL : autorisé aux seules vignettes 1, 2 ou 3 |
| Métropole Nice Côte d'Azur             | Quais + hypercentre de Nice | PL                              | Vignettes 5 | 31 janvier 2022 1er janvier 2023 +VUL et VL | VL : autorisé aux seules vignettes 1, 2 et 3. Les autres sont autorisées de 20 h à 8 h et les week-end ou jours fériés. VUL : autorisé aux seules vignettes 1, 2 et 3. Les autres sont autorisées de 20 h à 8 h et les week-end ou jours fériés. PL : autorisé aux seules vignettes 1 et 2                                                                                   |
| Saint-Étienne Métropole                | Sections de Saint-Étienne et environs situés dans le périmètre délimité par l'autoroute A72, la N88 et la D201 (soit le boulevard périphérique de Saint-Étienne) | VUL et PL                       | Non classés uniquement | 31 janvier 2022 1er janvier 2025 : +vignettes 4 et 5 et élargissement à 25 communes hors axes autoroutiers 1er janvier 2027 : +vignettes 3 | VL : pas de restriction VUL : autorisé aux seules vignettes 1, 2, 3, 4 ou 5 PL : autorisé aux seules vignettes 1, 2, 3, 4 ou 5 |
| Toulouse Métropole                     | Toulouse (dont route d'Auch et rocade ouest) et sections de Colomiers et Tournefeuille à l'intérieur de la rocade arc-en-ciel                                    | VUL et PL                       | Vignettes 5 | 1er mars 2022 1er septembre 2022 +vignettes 4 1er janvier 2023 +VL | VL : autorisé au seules vignettes 1, 2 ou 3 VUL : autorisé aux seules vignettes 1, 2 ou 3 PL : autorisé aux seules vignettes 1, 2 ou 3 |
| Montpellier Méditerranée Métropole     | 11 communes | VL, VUL et PL                   | Vignettes 5 VUL, PL Non classés VL                                                                                         | 1er juillet 2022 1er janvier 2024 : +vignettes 4 1er juillet 2026 : extension de la zone à toute la métropole 1er janvier 2028 : objectif uniquement vignettes 0 et 1 autorisées                                                                                               | VL : autorisé aux seules vignettes 1, 2, 3 ou 4 VUL : autorisé aux seules vignettes 1, 2 ou 3 PL : autorisé aux seules vignettes 1, 2 ou 3 |
| Métropole d'Aix-Marseille-Provence     | Marseille (secteur délimité par le Prado, Rabatau, le Jarret et Plombières ainsi que la zone Euromed)                                                            | VL, VUL et PL                   | Vignettes 5 | 1er septembre 2022 1er septembre 2023 : +vignettes 4 1er septembre 2024 : +vignettes 3 | VL : autorisé aux seules vignettes 1, 2 ou 3 VUL : autorisé aux seules vignettes 1, 2 ou 3 PL : autorisé aux seules vignettes 1, 2 ou 3 |
| Métropole Toulon-Provence-Méditerranée | 12 communes | VL, VUL et PL                   | Vignettes 5 | 1er janvier 2023 | |
| Clermont Auvergne Métropole            | Centre-ville de Clermont-Ferrand | VUL et PL                       | Non classés | 1er juillet 2023mars 2025 : extension à l'intégralité des 21 communes de la métropole | |
| Bordeaux Métropole                     | Intra-rocade de Bordeaux (soit 14 communes en partie ou entières)                                                                                                | toutes                          | Non classés | 1er janvier 2025 | |
| Métropole européenne de Lille          | l'ensemble des 95 communes de la MEL | toutes                          | Vignettes 4 et 5 et non classés                                                                                            | 1er janvier 2025 | |
| Grand Annecy                           | en cours de définition | en cours de définition          | en cours de définition | 1er janvier 2025 | |
| Rennes Métropole                       | Intra-rocade sauf côté est où le boulevard des Alliés fait la limite et accès au parc relais                                                                     | VL, VUL et PL                   | Non classés | 1er janvier 2025 | |
| Nantes Métropole                       | Intérieur du périphérique nantais, sauf autoroutes et voies rapides (N844, A844, A11 et A811) et accès aux parcs relais (P+R).                                   |                                 | Vignettes 4 et 5 et non classés                                                                                            | Vote : 14 et 15 décembre 2023 (Délibération n°12 du conseil métropolitain) Mise en service : 1er janvier 2025 | |

### Italie
En Italie, les critères d'accès ne se limitent pas aux poids-lourds, les deux-roues motorisés sont également concernés. Les ZFE italiennes complètent les zones à trafic limité.
| Région                  | Zones                                | Remarques |
| ----------------------- | ------------------------------------ | --- |
| Campanie                | Naples                               | |
| Émilie-Romagne          | 31 communes                          | Dispositif appliqué uniquement d'octobre à mars                                                                |
| Frioul-Vénétie Julienne | Pordenone                            | |
| Latium                  | Ferentino et Rome                    | |
| Ligurie                 | Gênes                                | |
| Lombardie               | 570 communes                         | |
| Ombrie                  | Pérouse, Ponte San Giovanni et Terni | |
| Piémont                 | 40 communes                          | Dispositif renforcé ou appliqué uniquement d'octobre à mars                                                    |
| Sicile                  | Palerme                              | |
| Vallée d'Aoste          | Aoste et Tunnel du Mont-Blanc        | |
| Vénétie                 | 25 communes                          | Dispositif renforcé ou appliqué uniquement d'octobre à mars                                                    |
| Toscane                 | 12 communes                          | S'applique aussi aux 16 communes de la région industrielle de Santa Croce sull'Arno en cas de pic de pollution |
| Trentin-Haut-Adige      | Bolzano, Bressanone et Trente        | |

Exemple de signal de trafic italien indiquant une zone de trafic limité.
Signal de pré-avis italien d'une zone de trafic limité.Conforme au ZTL du 28 juin de 2019 (Ministério das Infraestruturas e Transportes).
Signal de pré-avis italien d'une zone de trafic limité. Conforme au ZTL du 28 juin 2019 (Ministério das Infraestruturas e Transportes).
Signal de pré-avis italien d'une zone de trafic limité. Conforme au ZTL du 28 juin 2019 (Ministério das Infraestruturas e Transportes).
Signal indiquant le début d'une zone de trafic limité (ZTL).
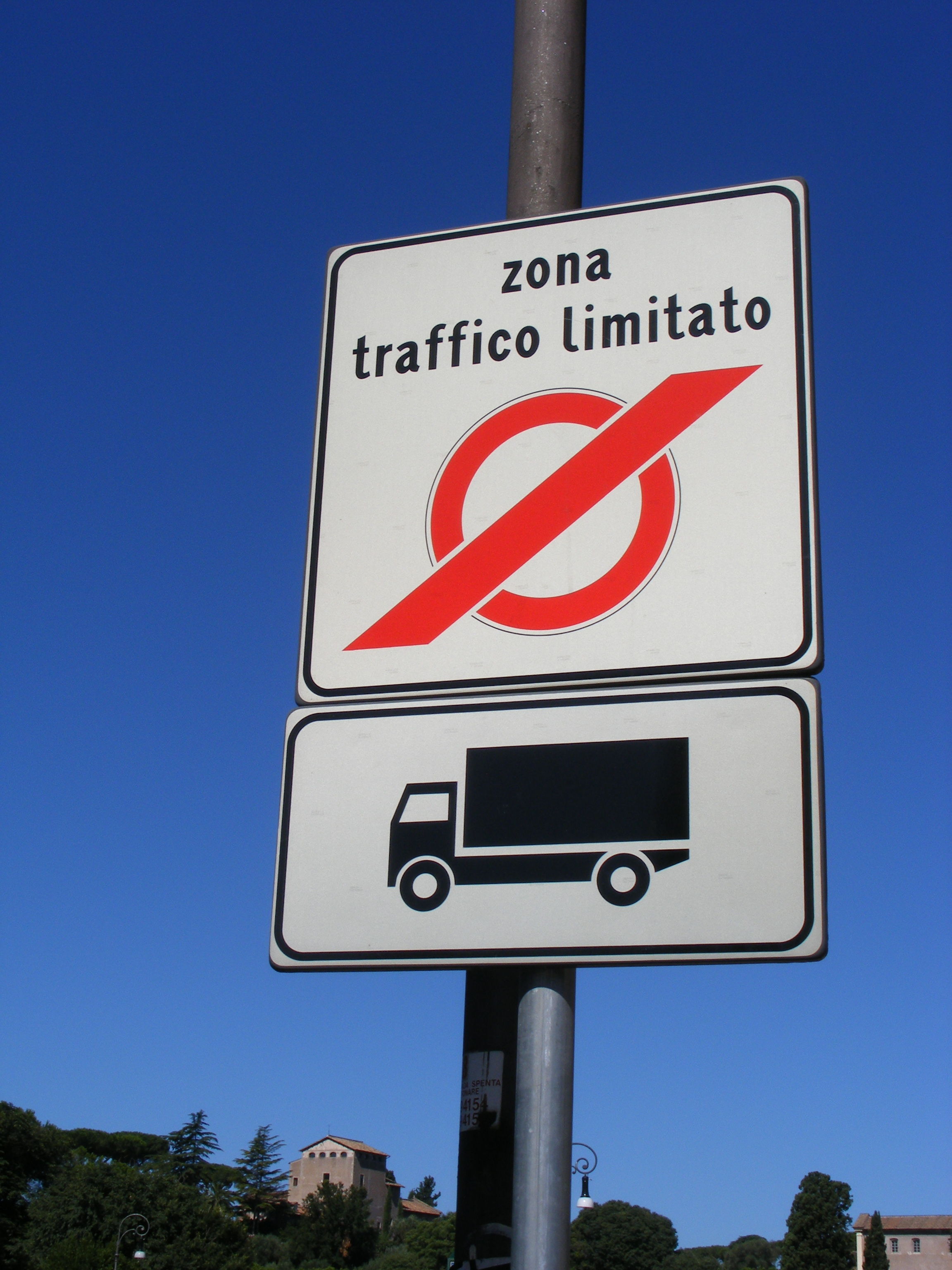
Signal de fin de ZTL, camions et camionettes, Rome.
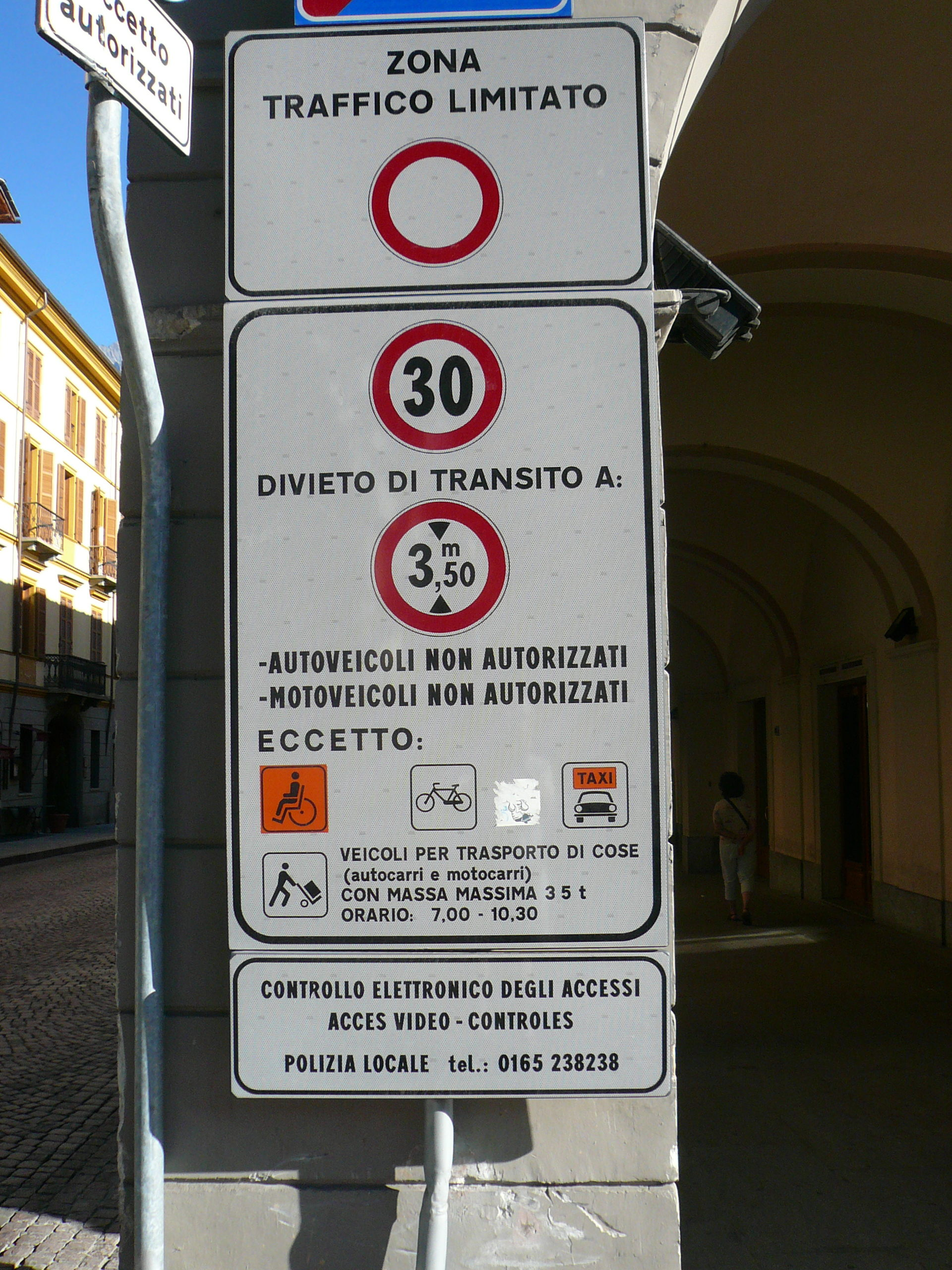
Début de ZTL à Xavier de Maistre, Aoste.
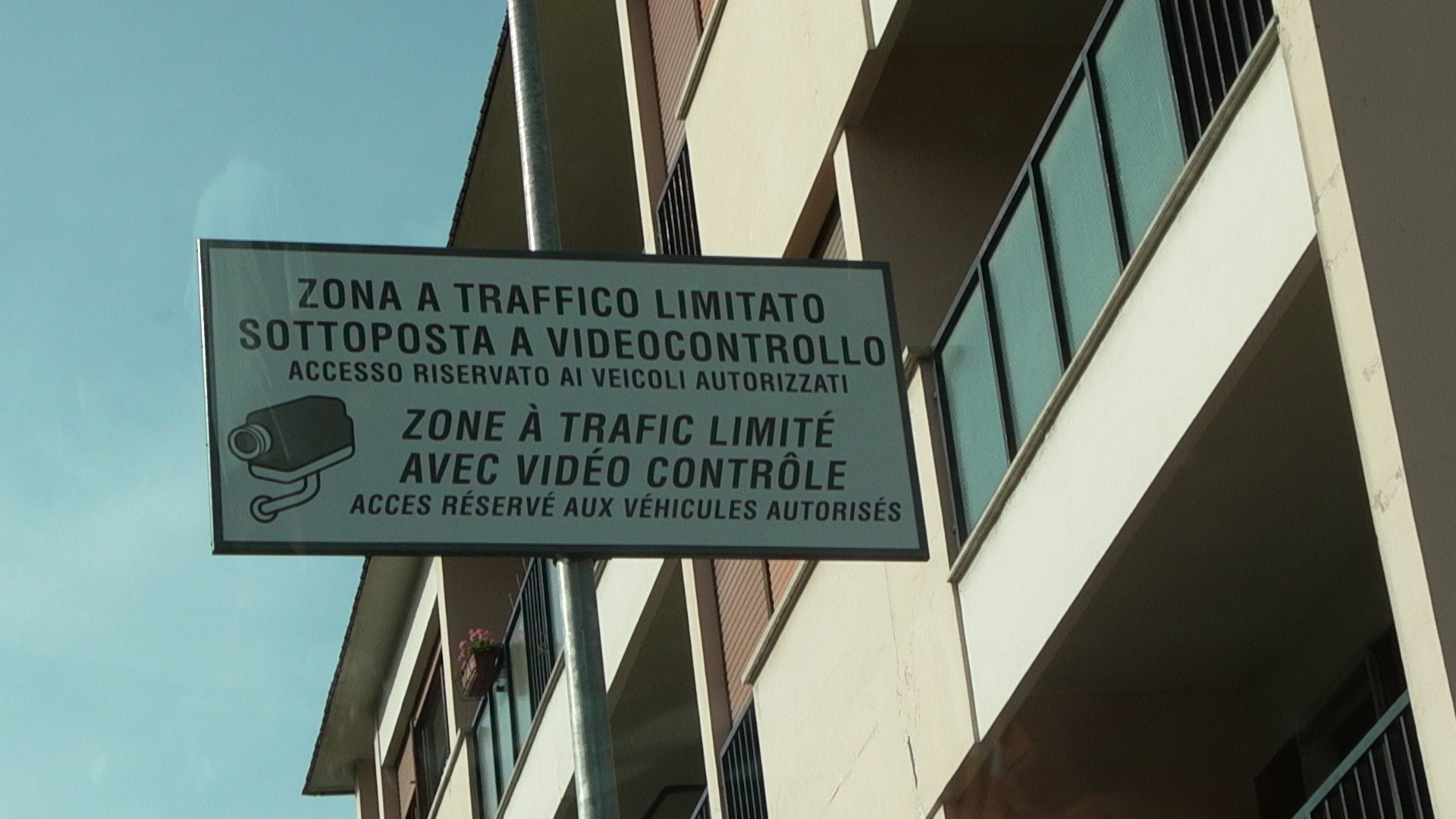
Indication de contrôle électronique de ZTL à Vevey, Aosta.
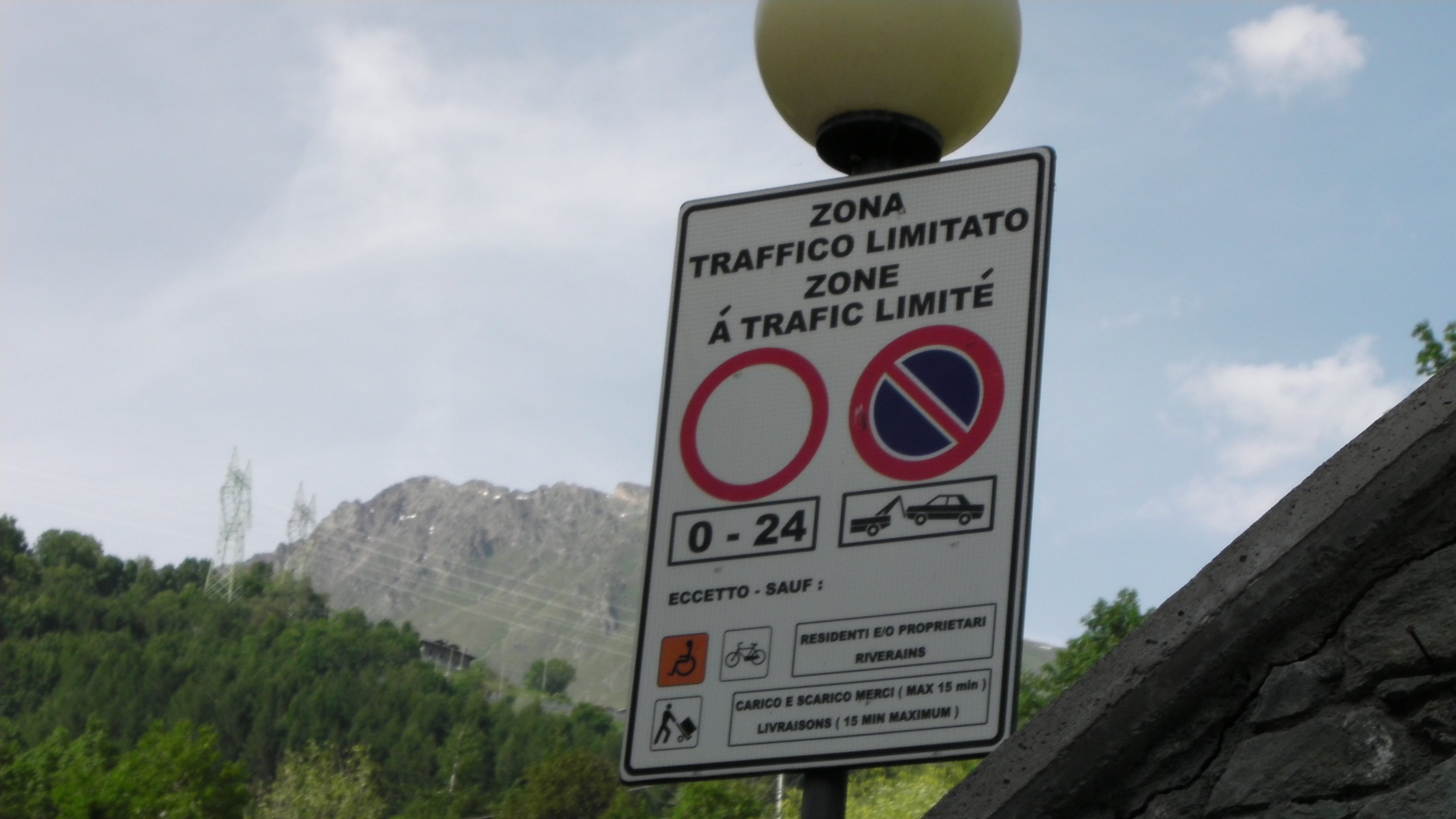
Signal de début de ZTL à Etroubles.
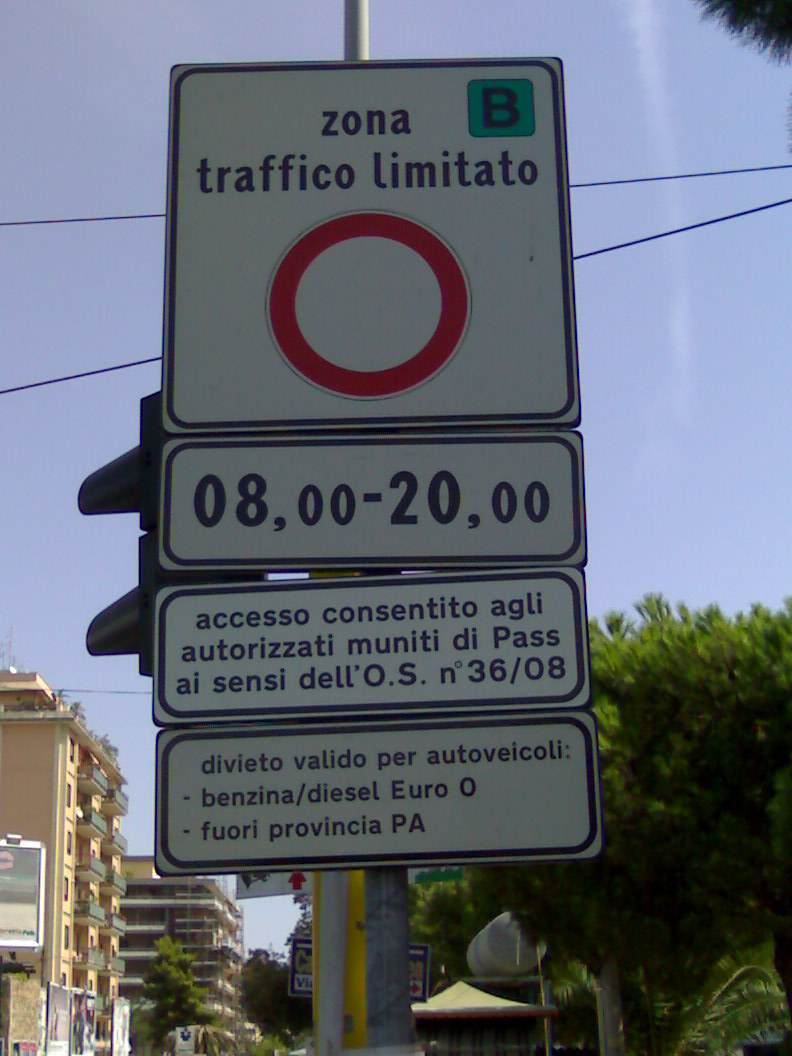
Signal de début de ZTL, Palerme.

### Norvège
En Norvège les ZFE se trouvent à Bergen et Oslo.

### Pays-Bas

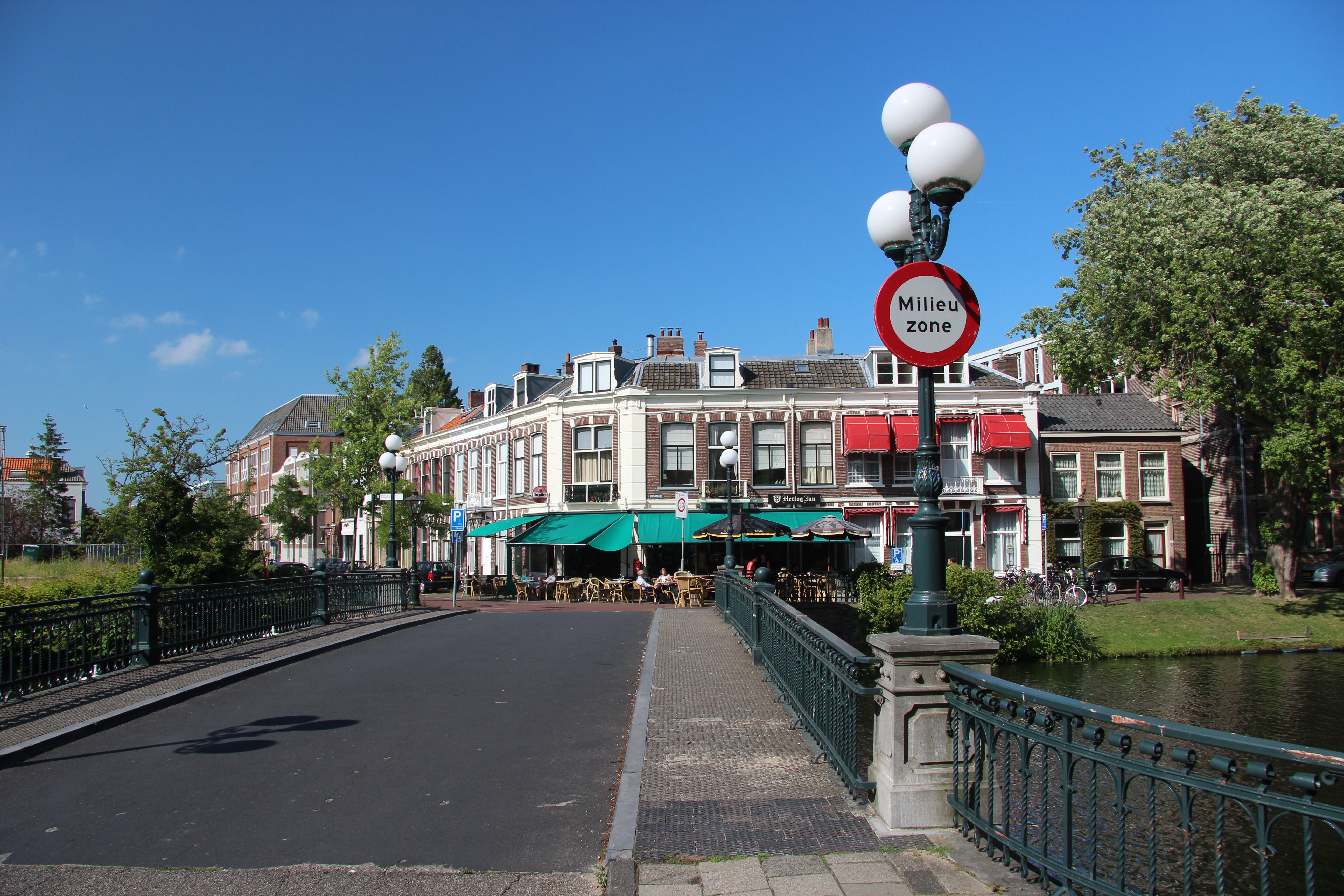
ZFE, Leyde.

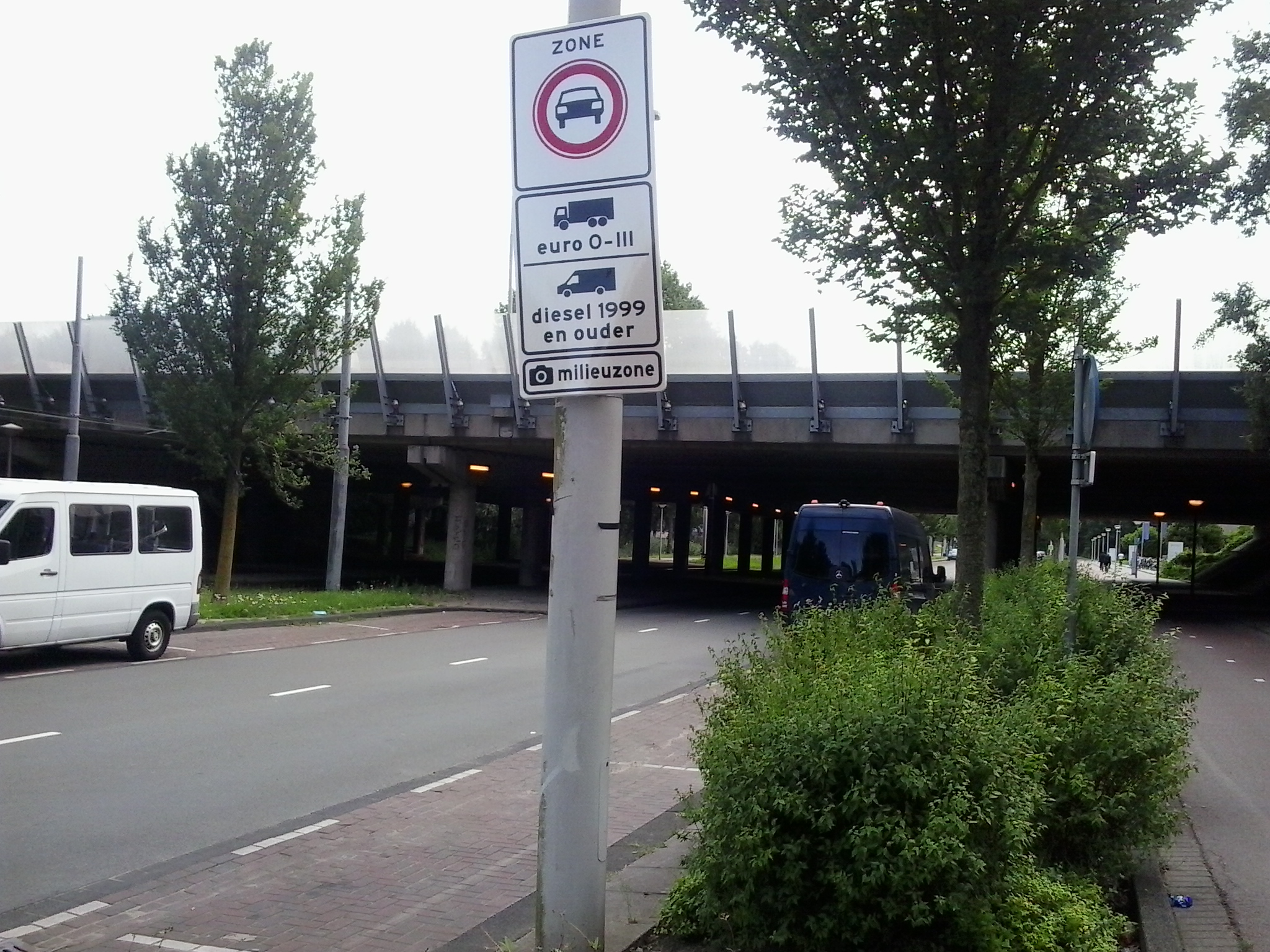
ZFE, Amsterdam, avec reconnaissances des plaques d'immatriculation

Dans un premier temps, jusqu'en 2020, les villes des Pays-Bas mettent en place des ZFE. En Amsterdam, à The Hague, en Utrecht et en Arnhem les ZFE s'appellent(milieuzone) et s'appliquent aux voiture de tourismes et aux véhicules utilitaires de livraison. Pour les véhicules Diesel seuls les voitures de tourisme et les véhicules utilitaires répondant au standard Euro 4 et supérieurs sont permis dans les ZFE. Pour les véhicules Diesel seuls les camion, bus et autocars répondant aux normes Euro VI ou supérieures peuvent entrer dans les ZFE. La ZFE d'Arnhem ne s'applique pas au bus et autocars.
La ZFE d'Amsterdam couvre pratiquement toute la superficie enclose dans le périmètre de la A10 highway. L'autoroute ne fait pas partie de la ZFE.
La ZFE de The Hague couvre toute la superficie enclose par les routes Centrumring (S100) et Professor B.M. Teldersweg (S200). Ces routes ne font pas partie de la ZFE.
La ZFEde Rotterdam ne s'applique qu'aux poids-lourds Diesel qui doivent répondre aux normes Euro VI ou supérieures.
Le 1er janvier 2020, Rotterdam supprime sa zone environnementale (en néerlandais : Milieuzone), estimant que l'objectif de réduction du nombre de véhicules Diesel polluants a été atteint grâce à l'attribution de primes au renouvellement conséquentes, et à des accords avec des entreprises pour qu'elles se fassent livrer seulement par des véhicules électriques.

### Pologne
En Pologne, une ZFE se trouve à Warsaw depuis Octobre 2024.

### Royaume-Uni

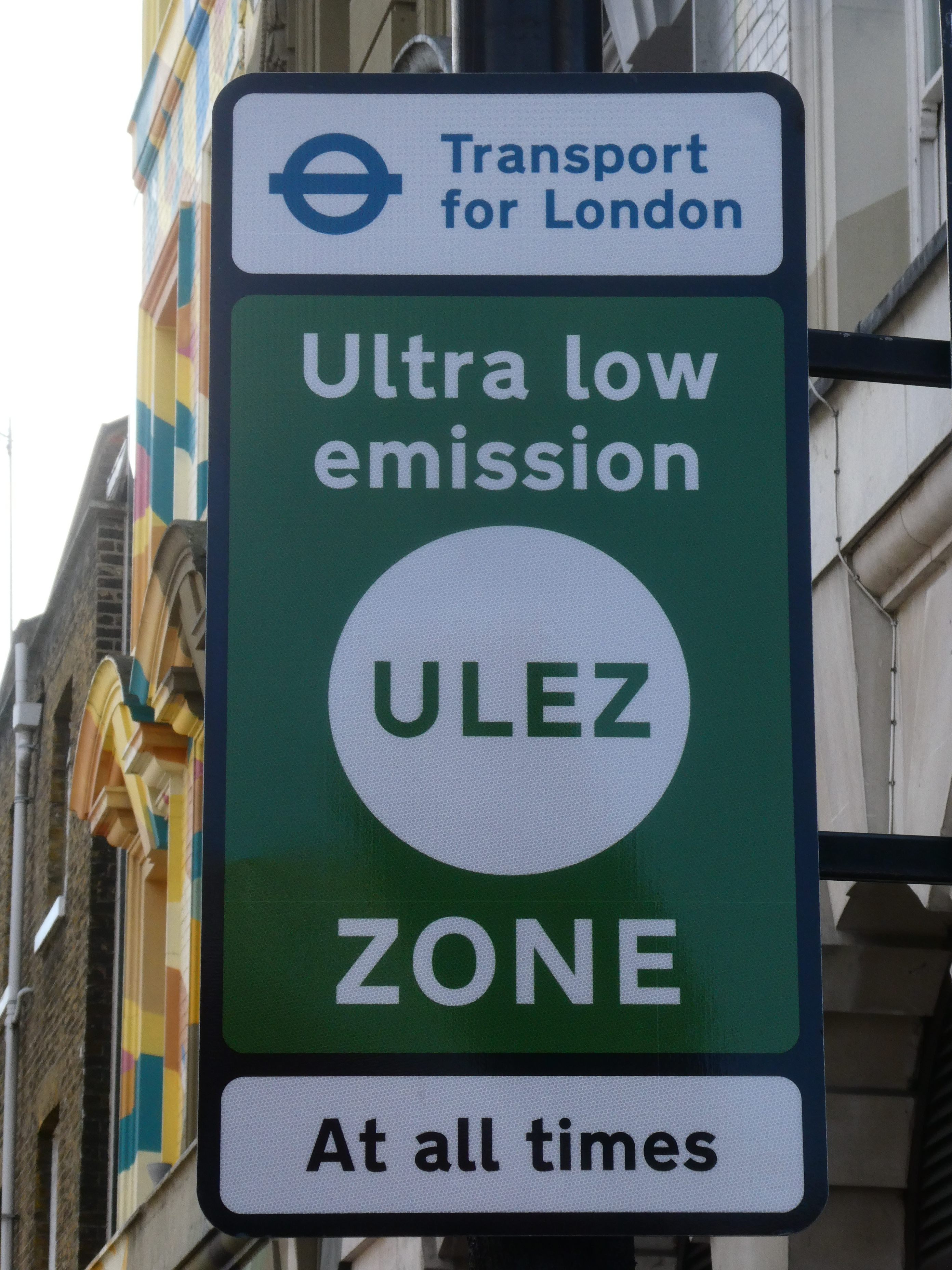
Ultra ZFE, Londres

Au Royaume-Uni, la seule vraie ZFE est l'Ultra Low Emission Zone (en) de la ville de Londres, qui contrôle la motorisation des véhicules avec des caméras lisant les plaques minéralogiques. Les autres villes se contentent de réduire les émissions sur les seuls bus publics. La ZFE de Londres, de 1 600 kilomètres carrés a été mise en place en cinq phases, sur la base de la norme européenne d'émissions du véhicule.
| Année           | Norme euro                   | Véhicules                                                       |
| --------------- | ---------------------------- | --------------------------------------------------------------- |
| 4 février 2008  | euro III pour les particules | poids lourds > 12 t                                             |
| 7 juillet 2008  | euro III pour les particules | poids lourds > 3,5 t                                            |
| 3 janvier 2012  | euro III pour les particules | véhicules divers : 4×4, camionnettes, minibus, ambulances, etc. |
| 3 janvier 2012  | euro IV pour les particules  | poids lourds > 3,5 t ; autocars > 5 t                           |
| 26 octobre 2020 | euro VI pour les particules  | poids lourds > 3,5 t ; autocars > 5 t                           |

Pour dépasser les limites de la ZFE, Boris Johnson a lancé l'idée d'une « ultra low emission zone » en 2013, sur une zone réduite à 20 km2, avec un tarif de péage urbain ajusté pour les véhicules non conformes ; la mise en œuvre a commencé en avril 2019.

### Suède

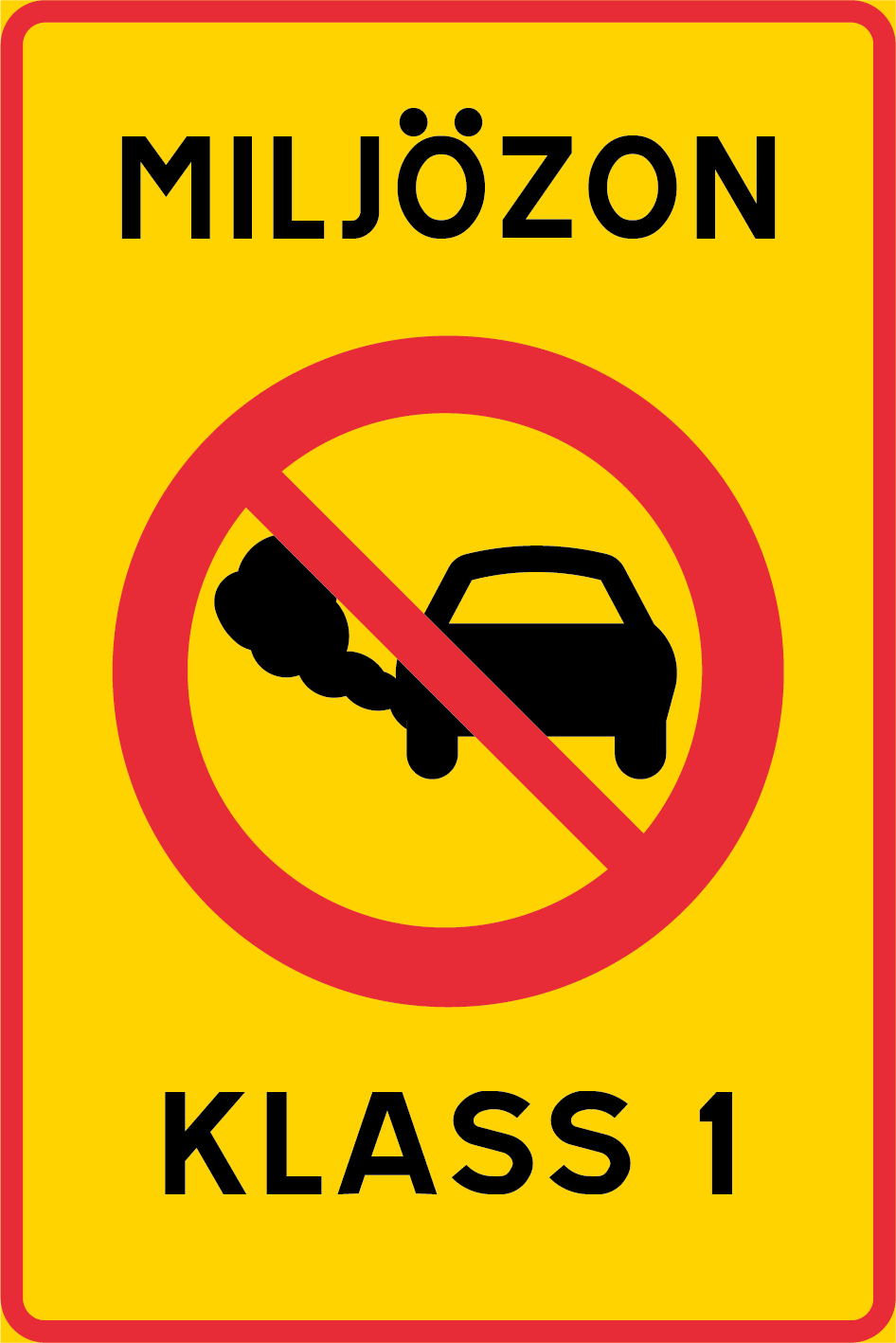
Classe 1 en Suède.

Les villes de Göteborg, Lund, Malmö, Helsingborg, Mölndal, Stockholm, Uppsala et Umeå ont des ZFE, couplées à un péage urbain à Göteborg et Stockholm.

### Harmonisation

#### Équivalences
Certains pays comme l'Espagne reconnaissent les vignettes françaises. Cela est possible car les vignettes espagnoles (en lettres) et françaises (en chiffres) reposent sur les mêmes normes euro.

#### Absence d'harmonisation européenne
En l'absence d'harmonisation européenne, la multiplication des zones à faibles émissions est un casse-tête pour les conducteurs européens en voyage. La Commission européenne reconnaît que l'absence totale de projet d'harmonisation du type de vignette posera de gros problèmes pour les ZFE, auxquelles sont également soumises les voitures étrangères.

## Hors d'Europe
Au Moyen-Orient, une ZFE est en cours de développement à Haïfa.
La première ZFE de Chine est mise en place à Pékin le 21 septembre 2017,.

## Aspect social
D'un point de vue politique, les dirigeants souhaitent à la fois garantir le droit de circuler et de respirer,.
La population est divisée entre des possésseurs de vieux véhicules opposés aux ZFE d'une part et les associations qui défendent la qualité de l'air d'autre part.

### Protection des pauvres
Tony Renucci, de l'association Respire, considère que ce sont « aussi les plus pauvres qui souffrent le plus de la qualité de l'air ».
L'observatoire de l'air en Ile-de-France Airparif, considère que l'interdiction à la circulation des véhicules Crit'Air 3, mise en place à Paris (mais aussi Lyon, Grenoble et Montpellier) le 1er janvier 2025, permettrait de réduire d'environ 40% le nombre d'habitants exposés à des concentrations de polluant de l'air supérieures aux valeurs limites réglementaires de la région francilienne.

### Conséquences sociales
Caroline Mini, chef de projet à La Fabrique de l'industrie où elle mène des travaux sur la compétitivité et l’impact des politiques climatiques sur l’industrie, considère que l'achat d'un véhicule bas-carbone ou le renoncement à la voiture constituent toutefois un « effort lourd demandé aux ménages ». Pour Jean Coldefy, expert chez ATEC-ITS France, association professionnelle d'entreprises du secteur des transports, les ZFE seraient même une « catastrophe sociale », car les contraintes pèsent sur les plus pauvres sans leur offrir de solution pour aller travailler,,. Pour répondre à ces préoccupations, les maires demandent l'aide de l'État,.

## Bénéfices
L'organisme de surveillance de la qualité de l’air en Île-de-France, Airparif, considère que les ZFE ont permis d'améliorer la qualité de l’air en Île-de-France avec une réduction d'un tiers des émissions de particules fines et d'oxyde d’azote entre 2017 et 2023 en Ile-de-France, où 7 900 décès prématurés sont causés chaque année par la pollution de l'air.

## Critiques
L'économiste Frédéric Héran voit dans les ZFE une mesure « pro-automobile », qui permettrait d'éviter une réflexion globale sur la mobilité.